# 艾不盖河
艾不盖河（意为“水浅水少的河”），位于中国内蒙古自治区包头市达尔罕茂明安联合旗境内的一条河，发源于达尔罕茂明安联合旗西南部明安镇那仁宝力格嘎查西南，向北流至那仁宝力格嘎查转向东，于西河乡转向东北，经达茂旗县城百灵庙镇和查干哈达苏木等地，于查干哈达苏木伊和日以东汇入腾格尔诺尔。河长192千米，流域面积7185.46平方千米，河道平均比降2.74‰。艾不盖河河谷开阔，河槽浅宽，水量不丰，全河有间断干河，年均径流量0.166亿立方米。